# واژه‌های پرسشی در زبان انگلیسی
واژه‌های پرسشی در زبان انگلیسی واژگانی دستور زبانی هستند که برای ایجاد یک سؤال به کار می‌روند. در زبان انگلیسی به این کلمات wh-words [کلمات دارای wh ] هم می‌گویند، زیرا بیشتر آنها با wh آغاز می گردند. این واژه ها ممکن است در جملات سؤالی (Where is he going?) یا پرسش های غیرمستقیم (I wonder where he is going) به کار روند.
```
where is my mom?
when are you going to buy that?
what time is it?
how do you like it?
why wouldn't answer me ?
who knows about the problem?
```

```
No body knows where she is.
He came home when I was sleeping.
She doesn't feel what I want.
Jack knows how to repair the computer.
He who said No.
```